# Блок 71
Блок 71 је стамбено насеље са ламелама белих осмоспратних зграда. Један је од блокова на Новом Београду, део месне заједнице и насеља Др Иван Рибар (Нови Београд)..

## Локација
Налази се у непосредној близини реке Саве, преко улице се граничи са Блоком 45, а са друге стране са Блоком 72 са којим заједно чине насеље Др Иван Рибар.
Оивичен је истоименом улицом Др. Ивана Рибара и улицом улицом Јурија Гагарина. Део је месне заједнице Др Иван Рибар, заједно са Блоком 72 и делом Војвођанске улице.

## Изградња
Блок 71 је почео да се гради 1989. године, а саграђен је почетком деведесетих година 20. века.
Блок је највише изградило предузеће Рад. Површина на месту Блока 71 је првобитно била забрањена за изградњу због близине и буке са аеродрома Никола Тесла, међутим до изградње је ипак дошло јер је Град Београд то дозволио.
На месту пре настанка Блока 71, планирана је изградња стазе за формулу 1, још 1968. године. Међутим идеју је преотела суседна Мађарска, па је уместо у Београду, стазу добила Будимпешта.
У медијима се такође полемише о изградњи националног стадиона Фудбалске репрезентације Србије у овом блоку.

## Јавни превоз
Блок 71 се налази у непосредној близини аутобуске и трамвајске окретнице.
Следеће линије саобраћају:
Аутобуси:
- 45 који повезује Нови Београд са Земуном
- 73 који повезује Батајницу и Нови Београд
- 94 који повезује Нови Београд са Раковицом
- 95 који повезује Нови Београд и Борчу
- 604 који повезује насеље Прека калдрма и Нови Београд
- 610 који повезује Јаково, Земун и Нови Београд

Трамваји:
- 7 који повезује Звездару и Нови Београд
- 9 који повезује Бањицу и Нови Београд
- 13 који повезује Баново брдо и Нови Београд